# Douglas (Nebraska)
Douglas és una població dels Estats Units a l'estat de Nebraska. Segons el cens del 2000 tenia 231 habitants.

## Demografia
Segons el cens del 2000, Douglas tenia 231 habitants, 91 habitatges, i 58 famílies. La densitat de població era de 405,4 habitants per km².
Dels 91 habitatges en un 29,7% hi vivien nens de menys de 18 anys, en un 56% hi vivien parelles casades, en un 4,4% dones solteres, i en un 35,2% no eren unitats familiars. En el 28,6% dels habitatges hi vivien persones soles el 12,1% de les quals corresponia a persones de 65 anys o més que vivien soles. El nombre mitjà de persones vivint en cada habitatge era de 2,54 i el nombre mitjà de persones que vivien en cada família era de 3,24.
Per edats la població es repartia de la següent manera: un 26,8% tenia menys de 18 anys, un 7,8% entre 18 i 24, un 32% entre 25 i 44, un 23,4% de 45 a 60 i un 10% 65 anys o més.
L'edat mediana era de 38 anys. Per cada 100 dones de 18 o més anys hi havia 108,6 homes.
La renda mediana per habitatge era de 33.594 $ i la renda mediana per família de 38.889 $. Els homes tenien una renda mediana de 28.125 $ mentre que les dones 20.938 $. La renda per capita de la població era de 15.174 $. Aproximadament el 6,9% de les famílies i el 14,1% de la població estaven per davall del llindar de pobresa.

## Poblacions més properes
El següent diagrama mostra les poblacions més properes.